# Philippe Rombi
Philippe Rombi (Pau, 3 aprile 1968) è un compositore francese.
È autore di numerose colonne sonore di film, tra i quali Giù al Nord (Bienvenue chez les Ch'tis), diretto da Dany Boon, Amami se hai coraggio (Jeux d'enfants) diretto da Yann Samuell, Nella casa (Dans la maison) e Giovane e bella diretti da François Ozon, e Joyeux Noël - Una verità dimenticata dalla storia.